# Комитет дознания
Комитет дознания (тур. Tahkikat komisyonu) — политический комитет, организованный турецкой Демократической партией, его создание стало одним из поводов государственного переворота 1960 года.

## Предыстория
В 1950 году Демократическая партия выиграла парламентские выборы, получив большинство мест в Великом национальном собрании, это положило начало её десятилетнему правлению, в ходе которого она последовательно выиграла парламентские выборы. Но к 1960 году в Турции начался экономический кризис, в частности, курс лиры по отношению к доллару упал с 2,8 лиры за 1 доллар до 9,00. Рост цен и недостаток импортных товаров спровоцировал протесты, поддержка Демократической партии упала и выросла поддержка оппозиционных партий, самой популярной из них была Республиканская народная партия (РНП). В 1959 году на лидера РНП Исмета Инёню было совершено два нападения.

## Комитет
25 марта 1960 года лидер Республиканской народной партии Исмет Инёню намеревался посетить Кайсери в ходе своей политической кампании в преддверии предстоящих выборов, но поезд, на котором он ехал, был остановлен в Ешилхисаре. Это вызвало протесты по всей стране. В ответ члены Демократической партии заявили, что Инёню намеревался поднять восстание. 27 апреля Великое национальное собрание, большинство в котором принадлежало Демократической партии, приняло закон о Комитете дознания. Члены Комитета обладали судебными правами, в его состав были включены лишь члены Демократической партии. Задачей Комитета было проведение расследования в отношении членов оппозиционных партий, а также представителей прессы. Председателем Комитета стал Ахмет Хамди Санджар, поэтому он известен также как «Комитет Санджара». Первым же своим решением Комитет запретил вести политическую деятельность, а также ввёл цензуру прессы.
Создание Комитета спровоцировало в Стамбуле студенческие протесты, которые начались уже на следующий день после его создания, 28 апреля. Протесты были подавлены, в ходе подавления один из протестующих, студент Туран Эмексиз, был убит полицией, а ректор Стамбульского университета Сыддык Сами Онар избит.
27 мая группа военных совершила успешный государственный переворот, после которого Комитет дознания был распущен.